# Рей Кінасевич
Роман «Рей» Кінасевич (12 вересня 1933 — 30 серпня 2021) — канадський хокеїст і тренер.  Він був головним тренером команди  Едмонтон Ойл Кінгс, яка виграла Меморіальний кубок 1966 року, і він був першим тренером Едмонтон Ойлерз у першому сезоні 1972–73 років Всесвітньої хокейної асоціації (WHA).

## Ігрова кар'єра
З 1953 по 1965 роки Кінасевич грав у напівпрофесійний хокей, виступаючи за команди Західної хокейної ліги (WHL) та Американської хокейної ліги (AHL).  Він починав із «Едмонтон Флаєрс» (WHL), а потім провів два сезони (1956–58) виступаючи за «Сієтл Американс». Це будуть два найрезультативніші сезони у його кар'єрі. Граючи на правому фланзі у команді з Гайлом Філдером та Велом Фонтейном, він забив 44 голи у сезоні 1956–1957 і 42 голи у сезоні 1957–1958, лідируючи в рейтингу бомбардирів американців в обох сезонах. Кінасевич повернувся до «Флайерз» на один сезон, а потім грав за «Херші Берз» з АХЛ у 1959–62 роках. Останні три роки його ігрової кар'єри провів, граючи за «Едмонтон» (втретє), за «Клівленд Баронс» (AHL) і за «Сієтл Тотемс» (WHL), перш ніж завершити кар'єру в 1965 році.
У наступному сезоні Кінасевич перейшов на тренерську роботу. Він привів «Едмонтон Ойл Кінгс» до другої перемоги у Меморіальному Кубку у 1966 році. Він також тренував «Х’юстон Аполлос» і був першим тренером «Солт-Лейк Голден Іглз» у 1969–70 роках, але найбільш відомий як перший тренер «Едмонтон Ойлерз» у першому сезоні WHA.  Його найняв власник «Ойлерз» Білл Хантер, який також був власником «Ойл Кінгс», коли їх тренував Кінасевич. Однак Хантер був незадоволений рекордом Ойлерз 20–23–2 на початку сезону WHA 1972–73, і він замінив Кінасевіча, призначивши себе на посаду головного тренера. 